# Potočanje
Potočanje (Servisch cyrillisch Поточање) is een plaats in de Servische gemeente Užice. De plaats telt 518 inwoners (2002).